# Don't Waste My Time (Status Quo)
Don't Waste My Time è un brano musicale degli Status Quo. Si tratta di una delle canzoni della band più rappresentative e suonate ai concerti, pur essendo stata pubblicata come singolo solo negli USA. La canzone narra di una storia con una ragazza che non prende la relazione sul serio e cerca solo il divertimento. È la traccia di apertura dell'album Piledriver, ed è stata inserita in molte raccolte del gruppo.